# Копейский трамвай
Копе́йский трамва́й — междугородняя трамвайная система, связывавшая с 1949 по 1976 годы Копейск с Челябинском. До 1961 года состояла из двух изолированных частей, затем была объединена и присоединена к челябинской трамвайной сети. В 1976 году движение на части линии со стороны Копейска было прекращено и связь Копейска с Челябинском была разорвана.

## История
- 5 ноября 1949 — открыта линия, соединившая Копейск с Челябинском, протяжённостью 6,8 км от Копейска до железной дороги Чурилово — Челябинск Южный и 7.47 км от железной дороги Чурилово — Челябинск Южный до Челябинска
- Май 1950 — организовано Управление Копейского трамвая
- 1950 — открыто временное депо
- Февраль 1961 — над железной дорогой Чурилово — Челябинск Южный построен мост, по которому были проложены трамвайные пути, позволившие соединить две части Копейского трамвая; трамвайные сети Копейска и Челябинска функционально объединены в одну, открыт маршрут № 13 «КБС» — Копейск протяжённостью 14,67 км. Обслуживание линии, соединяющейся с челябинской трамвайной сетью, передано Челябинскому трамвайно-троллейбусному управлению.
- Февраль 1976 — закрыто движение на участке от железной дороги Чурилово — Челябинск Южный до Копейска, маршрут № 13 укорочен до ЧКПЗ
- Февраль 1995 — закрыто движение на участке от железной дороги Чурилово — Челябинск Южный до остановки КБС в Челябинске, маршрут № 13 закрыт

## Маршрут
Изначально, доехав из Копейска до железной дороги Чурилово — Челябинск-Южный, пассажиры выходили из вагона, переходили железную дорогу пешком, садились на ожидающий их трамвай и следовали уже напрямик до Челябинска.
В феврале 1961 года после строительства путепровода над железной дорогой два участка линии Копейск — Челябинск были объединены и пассажиры получили возможность добираться из Копейска в Челябинск без пересадки
Линия была однопутной и имела 3 разъезда: в промышленной зоне в районе посёлка Песочного, возле гаражей поселка ЧКПЗ и между Копейском и Челябинском, предположительно — в районе остановки «Огородная».
С 1961 по 1976 маршрут № 13 проходил по следующей трассе: Пионерская улица — Проспект Победы — Копейское шоссе — ЧКПЗ — улица Горелова — улица Обуховская — Гаражи — Автобаза № 4 — улица Енисейская — разъезд Песочный — Южная проходная — Профилакторий — КБС.
В 1964 году был разработан проект двухпутной линии КБС-Копейск, а также проект двухпутной линии Проспект Трудовой Славы — Потанино, но эти проекты не были реализованы из-за того, что администрация Копейска планировала заменить трамвай троллейбусом и продвинула решение о строительстве челябинского троллейбусного депо № 3 на Копейском шоссе. Прокладка троллейбусной линии откладывалась до строительства нового моста через железную дорогу. После постройки нового моста был составлен проект троллейбусной линии, но он не реализован из-за отсутствия финансирования, а депо № 3 закрыто в 2011 году.